# Яков Фак
Яков Фак (на хърватски: Jakov Fak) е хърватски и словенски биатлонист.
Като член на отбора на Хърватия печели бронзови медали от световно първенство през 2010 в Пьончан, Южна Корея и Олимпийските игри във Ванкувър 2010. През 2011 преминава в отбора на Словения. През 2012 на световното първенство в Руполдинг, Германия, Яков Фак печели златен медал на индивидуално 20 km и сребърен медал в смесената щафета заедно с Андреа Мали, Тея Грегорин и Клемен Бауер.

## Резултати

### Олимпийски игри
| Олимпийски игри | Индивидуално | Спринт | Преследване | Масов старт | Щафета               |
| --------------- | ------------ | ------ | ----------- | ----------- | -------------------- |
| 2010 Ванкувър   | 51-во        | Бронз  | 25-о        | 9-о         | Хърватска не участва |

### Световни първенства
| Първенство                | Индивидуално | Спринт | Преследване | Масов старт | Щафета | Смесена щафета |
| ------------------------- | ------------ | ------ | ----------- | ----------- | ------ | -------------- |
| 2007 Антхолц              | 93-то        | 78-о   | —           | —           | —      | —              |
| 2008 Йостершунд           | не стартира  | 69-и   | —           | —           | —      | —              |
| 2009 Пьончанг             | Бронз        | 14-о   | 25-о        | 19-о        | —      | —              |
| 2012 Руполдинг            | Злато        | 11-о   | 8-о         | —           | Бронз  | Сребро         |
| 2013 Нове Место на Мораве | 20-о         | Бронз  | 6-о         | 19-о        | 13-о   | 5-о            |

### Световна купа
- 2012/13: 4
- 2011/12: 17
- 2010/11: 24
- 2009/10: 38
- 2008/09: 44